# 2003 LA7
2003 LA7, também escrito como 2003 LA7, é um objeto transnetuniano localizado no Disco disperso, uma região do Sistema Solar. Este corpo celeste é classificado como um fourtino, pois, o mesmo está em uma ressonância orbital de 1:4 com o planeta Netuno, ou seja, ele gira em torno do Sol uma vez a cada quatro órbitas de Netuno. Outro fourtino é 2011 UP411. Ele possui uma magnitude absoluta de 6,5 e tem um diâmetro com cerca de 221 km. O astrônomo Mike Brown lista este objeto em sua página na internet como um candidato a possível planeta anão.

## Descoberta
(182933) 2002 GZ31 foi descoberto no dia 1 de junho de 2003 pelo astrônomo Marc W. Buie.

## Características físicas e orbitais
A órbita de (182933) 2002 GZ31 tem uma excentricidade de 0,530, possui um semieixo maior de 76,554 UA e um período orbital de 665,45 anos. O seu periélio leva o mesmo a uma distância de 36,002 UA em relação ao Sol e seu afélio a 117 UA.
Atualmente o mesmo está a 43 UA de distância do Sol, e chegará ao periélio em torno de 2041.
Assumindo o albedo genérico dos objetos transnetunianos que é de 0,09, ele tem cerca de 231 km de diâmetro.
Foi observado 14 vezes mais de 4 oposições.